# G.I. Joe's Champ Car Grand Prix of Portland 2005
G.I. Joe's Champ Car Grand Prix of Portland 2005 var den fjärde deltävlingen i Champ Car 2005. Racet kördes den 19 juni på Portland International Raceway. Cristiano da Matta hade kommit tillbaka till Champ Car efter en misslyckad till med Toyota i formel 1, och tog på Portland sin första seger sedan sitt mästerskapsvinnande år 2002. Mästerskapsledande Sébastien Bourdais slutade tvåa, medan Paul Tracy blev trea.

## Slutresultat
| Plats | Förare             | Team                | Grid | Kvaltid |
| ----- | ------------------ | ------------------- | ---- | ------- |
| 1     | Cristiano da Matta | PKV Racing          | 10   | 58,343  |
| 2     | Sébastien Bourdais | Newman/Haas Racing  | 5    | 57,989  |
| 3     | Paul Tracy         | Forsythe Racing     | 3    | 57,911  |
| 4     | Mario Domínguez    | Forsythe Racing     | 6    | 58,093  |
| 5     | A.J. Allmendinger  | RuSPORT             | 2    | 57,816  |
| 6     | Jimmy Vasser       | PKV Racing          | 8    | 58,134  |
| 7     | Andrew Ranger      | Conquest Racing     | 7    | 58,097  |
| 8     | Ronnie Bremer      | HVM Racing          | 9    | 58,331  |
| 9     | Björn Wirdheim     | HVM Racing          | 13   | 58,759  |
| 10    | Timo Glock         | Rocketsports Racing | 11   | 58,407  |
| 11    | Michael Valiante   | Dale Coyne Racing   | 15   | 59,055  |
| 12    | Nelson Philippe    | Conquest Racing     | 17   | 59,345  |
| 13    | Ricardo Sperafico  | Dale Coyne Racing   | 14   | 58,894  |
| 14    | Marcus Marshall    | Team Australia      | 18   | 59,362  |
| 15    | Ryan Hunter-Reay   | Rocketsports Racing | 16   | 59,140  |
| 16    | Oriol Servià       | Newman/Haas Racing  | 12   | 58,669  |
| 17    | Justin Wilson      | RuSPORT             | 1    | 57,597  |
| 18    | Alex Tagliani      | Team Australia      | 4    | 57,956  |